# Alfred Lif
Alfred Lif, född 26 mars 1908 i Orsa församling, Kopparbergs län, död 16 maj 1980 i Kulladals församling, Malmöhus län
, var en svensk längdskidåkare. Han blev svensk mästare på femmilen 1935. samt vann Vasaloppet 1939.
Han tävlade även i alpin skidsport, och ställde upp i svenska mästerskapen 1937.
Albert Lif är gravsatt på Orsa nya kyrkogård.